# Gliese 674 b
Gliese 674 b és un exoplaneta que orbita Gliese 674. És un planeta de massa subneptuniana o sub-uraniana gasós o rocós. Orbita a una distància molt a prop de les 0,039 ua de la seva estrella, i el període orbital és només de 4,6938 dies. Aquest planeta té una excentricitat similar a la de Mercuri (e=0,2). El descobriment del planeta fou anunciat el 7 de gener de 2007 usant l'espectrògraf HARPS muntat en el telescopi de 3,6 metres de l'Observatori Europeu Austral (ESO) a la Silla, Xile.